# Amt Rostocker Heide
Amt Rostocker Heide – związek gmin w Niemczech, leżący w kraju związkowym Meklemburgia-Pomorze Przednie, w powiecie Rostock. Siedziba związku gmin znajduje się w miejscowości Gelbensande.
W skład urzędu wchodzi pięć gmin:
1. Bentwisch
2. Blankenhagen
3. Gelbensande
4. Mönchhagen
5. Rövershagen